# 인사청문회
인사청문회(人事聽聞會)는 대한민국 대통령이 행정부의 고위공직자를 임명할 때, 국회의 검증 절차를 거치게 함으로써 행정부를 견제하는 제도적 장치이다. 국회의원은 해당 회의에서 후보자가 공직에 대한 수행 능력과 인성적 자질을 갖추고 있는지 질문을 통해 검증한다.

## 개요
인사청문회는 제16대 국회에서 최초로 도입되었으며, 2000년 6월 『인사청문회법』이 제정되었다. 이후 참여정부 시기인 2005년부터 인사청문회 대상이 모든 국무위원으로 확대되었다.
『인사청문회법』에 의거, 정부가 국회에 임명동의안을 제출하면, 국회는 임명동의안을 받은 날로부터 본회의 회부·처리까지 20일 이내에 처리해야 한다. 13명의 의원으로 구성된 인사청문특별위원회는 임명동의안 회부부터 15일 이내에 인사 청문회를 끝내야 한다. 인사청문회 기간은 3일 이내로 진행한다. 임명동의안은 국회 본회의에서 재적의원의 과반수 출석과 출석의원의 과반수 찬성이 있을 시 통과된다.
지상파 채널과 케이블 국회방송에서 청문회 과정을 중계방송하며, 국회 공식 누리집에 의사록과 영상회의록을 공개하여 국민들이 열람할 수 있도록 하고 있다.

## 대상

### 인사청문특별위원회
- 다음 대상자들은 청문회 이후 국회 표결을 필수적으로 거쳐야 한다.
  - 대법원장
  - 헌법재판소장
  - 국무총리
  - 감사원장
  - 대법관
  - 국회에서 선출하는 헌법재판소 재판관
  - 국회에서 선출하는 중앙선거관리위원회 위원

### 인사청문회
- 다음 대상자들은 청문회 이후 국회 표결이 필요없다. 다만 이들 공직후보자들은 국회 소관 상임위원회가 진행하는 청문회에 참석해야 한다. 상임위원회는 후에 후보자 관련 공직 적격 여부에 대한 보고서를 만들지만, 대통령은 이를 법적으로 지켜야 할 의무는 없다.[1]
  - 국무위원, 방송통신위원회 위원장, 국가정보원장, 공정거래위원회 위원장, 금융위원회 위원장, 국가인권위원회 위원장, 국세청장, 검찰총장, 경찰청장, 합동참모의장, 한국은행 총재, 특별감찰관, 한국방송공사 사장
  - 대법원장이 지명하는 헌법재판소 재판관, 중앙선거관리위원회 위원

## 낙마 사례

### 노무현 정부
- 김병준 부총리 겸 교육인적자원부 장관 후보자: 2006년 8월 8일 논문표절 의혹 등으로 사퇴
- 전효숙 헌법재판소장 후보자: 2006년 11월 27일 헌법 제111조 4항, 제112조 1항 위반 등 대통령 지명 절차상 하자 문제로 지명철회

### 이명박 정부
- 이춘호 여성부 장관 후보자: 2008년 2월 25일 부동산 의혹 등으로 인사청문요청 철회
- 남주홍 통일부 장관 후보자: 2008년 2월 27일 자녀 이중국적 등으로 인사청문요청 철회
- 박은경 환경부 장관 후보자: 2008년 2월 28일 부동산 의혹 등으로 인사청문 요청 철회
- 천성관 검찰총장 후보자: 2009년 7월 14일 스폰서 의혹과 거짓말로 청문회 후 사퇴
- 김태호 국무총리 후보자: 2010년 8월 29일 스폰서 의혹과 박연차 게이트 뇌물수수 의혹으로 청문회 후 사퇴
- 신재민 문화체육관광부 장관 후보자: 2010년 8월 29일 투기의혹과 위장전입으로 청문회 후 사퇴
- 이재훈 지식경제부 장관 후보자: 2010년 8월 29일 투기의혹으로 청문회 후 사퇴

### 박근혜 정부
- 김병관 국방부 장관 후보자: 2013년 3월 22일 KMDC와의 관계 의혹으로 청문회 후 사퇴
- 안대희 국무총리 후보자: 2014년 5월 28일 전관예우 논란으로 청문회 전 사퇴
- 문창극 국무총리 후보자: 2014년 6월 24일 역사관 논란으로 청문회 전 사퇴
- 김명수 교육부 장관 후보자: 2014년 7월 15일 논문표절, 자질 논란으로 청문회 후 지명 철회
- 정성근 문화체육관광부 장관 후보자: 2014년 7월 16일 위증 논란과 술자리 회식 논란으로 청문회 후 사퇴

### 문재인 정부
- 안경환 법무부 장관 후보자: 2017년 6월 16일 아들의 학사비리 의혹, 과거의 혼인신고 논란으로 청문회 전 사퇴
- 조대엽 고용노동부 장관 후보자: 2017년 7월 13일  음주운전 논란과 가르치던 제자에게 고압적인 태도 논란, 사외이사 겸직 논란으로 청문회 후 사퇴
- 이유정 헌법재판소 재판관 후보자: 2017년 9월 1일 주식대박 논란으로 청문회 후 사퇴
- 박성진 중소벤처기업부 장관 후보자: 2017년 9월 15일 후보자로 지명된 이후 창조과학회 활동과 뉴라이트 역사관 등에 대한 문제 제기와 함께 부동산 다운계약서, 주식 무상증여 등 각종 논란으로 청문회 후 사퇴
- 최정호 국토교통부 장관 후보자: 2019년 3월 31일 다주택 소유와 자녀 편법증여, 부동산투기 의혹으로 청문회 후 사퇴
- 조동호 과학기술정보통신부 장관 후보자: 2019년 3월 31일 외유성 출장, 아들 호화 유학, 해외 부실학회 참석, 위장전입, 부동산투기, 병역특례 의혹으로 청문회 후 지명철회
- 박준영 해양수산부 장관 후보자: 영국에서 외교관으로 근무하다 귀국하면서 배우자의 도자기 미신고 반입 및 판매 논란으로 청문회 후 2021년 5월 13일 사퇴[3]

### 윤석열 정부
- 김인철 교육부 장관 후보자: 한국외국어대학교 총장 시절 비리 의혹,가족 풀브라이트 장학금 특혜 의혹 등의 논란에다 MBC의 성매매 업소에서 논문 심사 의혹 보도 이후 자진 사퇴[4]

- 정호영 보건복지부 장관 후보자: 자녀 의대 특혜 의혹으로 청문회 이후 자진 사퇴

- 김승희 보건복지부 장관 후보자: 20대 국회의원 시절 막말 논란과 정치자금 사적 유용 혐의에 대한 선거관리위원회의 검찰 수사 의뢰 이후 자진 사퇴[5]

## 같이 보기
- 청문